# Chrysocale gigantea
Chrysocale gigantea är en fjärilsart som beskrevs av Druce 1890. Chrysocale gigantea ingår i släktet Chrysocale och familjen björnspinnare. Inga underarter finns listade i Catalogue of Life.